# وزنه‌برداری

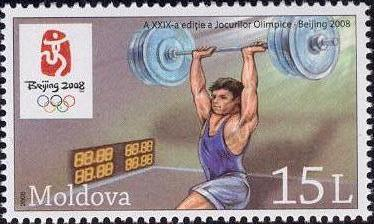
تمبر کشور مولداوی که وزنه‌برداری را نشان می‌دهد.

وزنه‌برداری ورزشی است که در آن ورزشکار هالتری با سنگین‌ترین وزن ممکن را بالای سر می‌برد. مسابقات وزنه‌برداری در دو رقابت یک‌ضرب و دوضرب انجام می‌شود و در هر بخش وزنه‌بردار حق انجام سه حرکت را دارد.
موفقیت در وزنه‌برداری فقط به قدرت بدنی بستگی ندارد. توانایی‌های پرتابی بدن (قدرت انفجاری) برای اجرای سریع حرکت در موفقیت وزنه‌برداران نقش دارد و حرکات وزنه‌برداری در مقایسه با حرکات قدرتی دیگر از جابجایی بیشتر و دامنه حرکتی وسیعتری تشکیل می‌شوند.
این ورزش از نخستین دوره بازی‌های المپیک (۱۸۹۶) جزو رشته‌های المپیکی بود اما وزنه‌برداری زنان از المپیک ۲۰۰۰ سیدنی وارد برنامه المپیک شد. اکنون وزنه‌برداری در بخش مردان در هشت وزن و در زنان در هفت وزن برگزار می‌شود.

## حرکات وزنه‌برداری

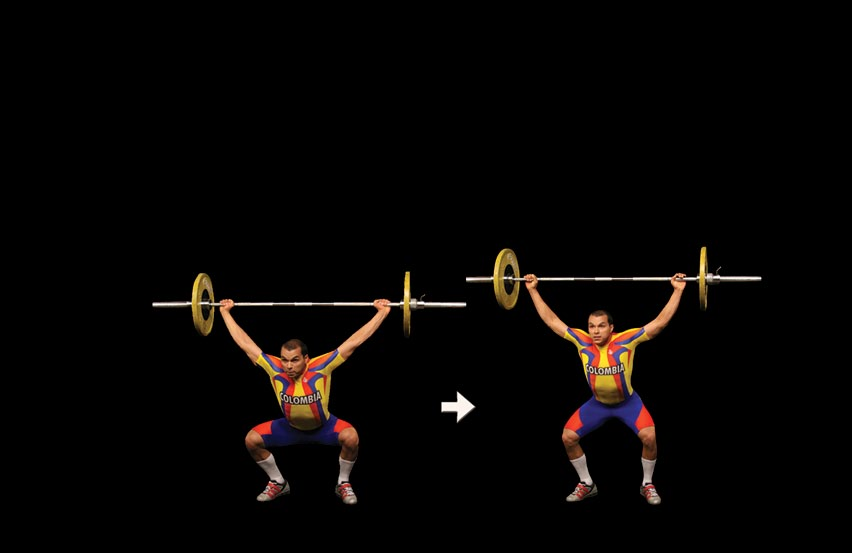
حرکت یکضرب

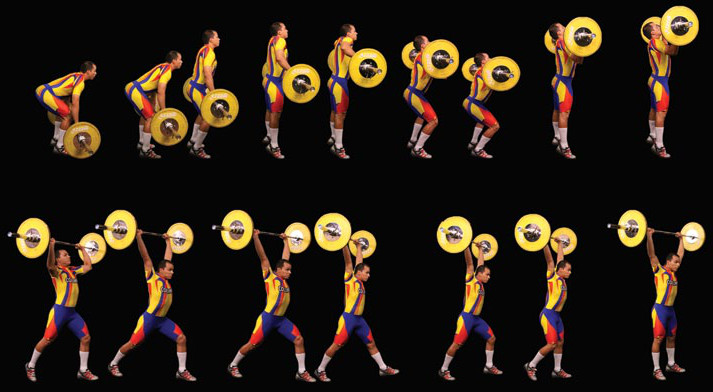
حرکت دوضرب. مجموعه تصویر بالا، بالا آوردن وزنه تا روی سینه (ضرب اول) و مجموعه تصویر پایین، بالای سر بردن وزنه به طوری که دستان کشیده باشند (ضرب دوم) را نشان می‌دهد.

- یکضرب وزنه‌ها با یک حرکت از زمین تا بالای سر انتقال داده می‌شود.
- دوضرب این حرکت در دو مرحله انجام می‌شود:
  - مرحله اول: از زمین تا روی سینه
  - مرحله دوم: از روی سینه تا بالای سر

مجموع حرکت یکضرب و دوضرب به عنوان رده‌بندی نهایی در نظر گرفته می‌شود.

## رده‌های وزنی

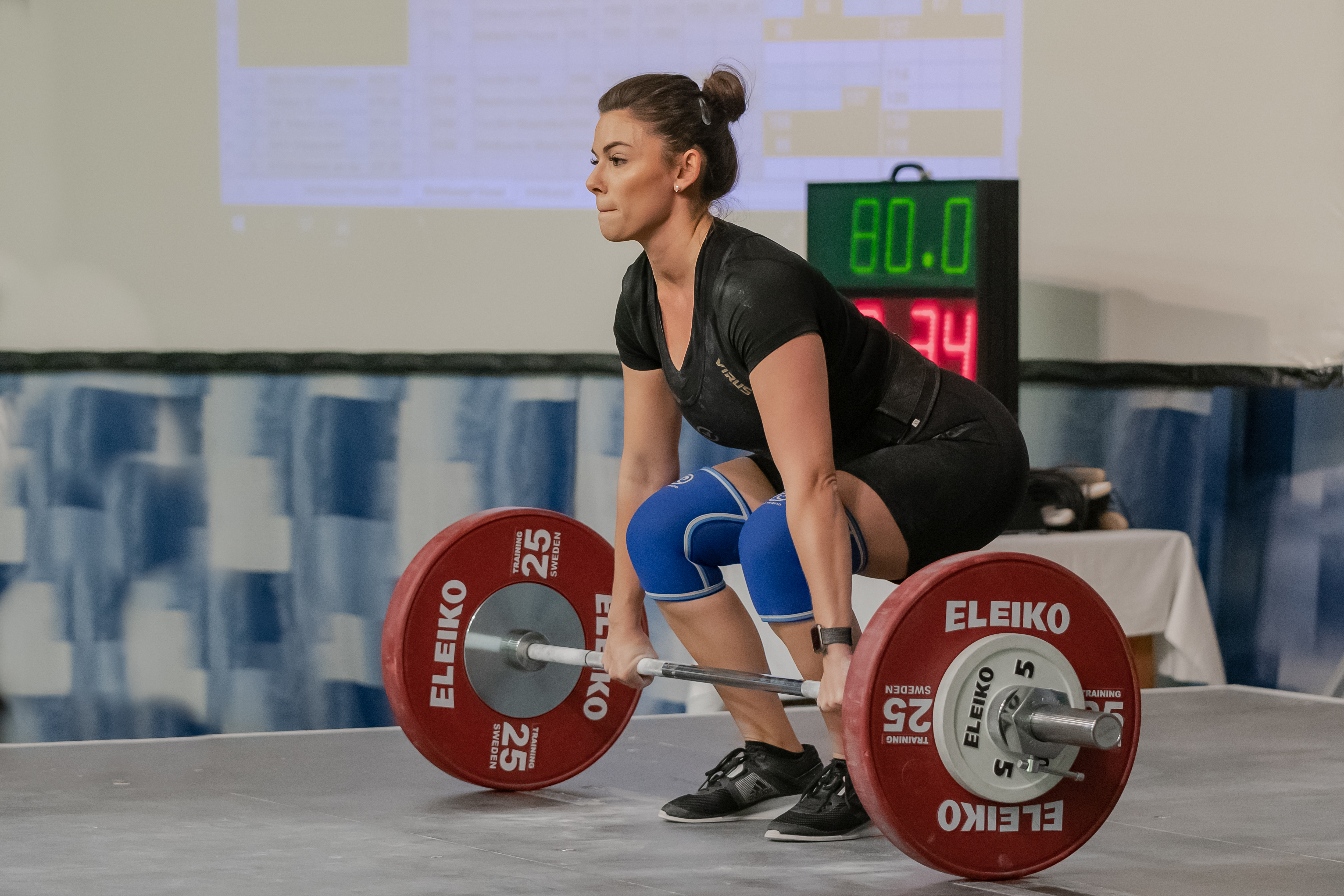
نگاره‌ای از یک زن وزنه‌بردار در مسابقات قهرمانی وزنه‌برداری اتریش.

رقابت ورزشکاران بر اساس وزن بدن آن‌ها بوده و از ماه نوامبر ۲۰۱۸ تاکنون رده‌های وزنی به صورت زیر است:

### رده وزنی مردان
مسابقات جهانی
- ۵۵ کیلوگرم (۱۲۱ پوند)
- ۶۱ کیلوگرم (۱۳۴ پوند)
- ۶۷ کیلوگرم (۱۴۸ پوند)
- ۷۳ کیلوگرم (۱۶۱ پوند)
- ۸۱ کیلوگرم (۱۷۹ پوند)
- ۸۹ کیلوگرم (۱۹۶ پوند)
- ۹۶ کیلوگرم (۲۱۲ پوند)
- ۱۰۲ کیلوگرم (۲۲۵ پوند)
- ۱۰۹ کیلوگرم (۲۴۰ پوند)
- +۱۰۹ کیلوگرم (۲۴۰ پوند)

مسابقات المپیک
- ۶۱ کیلوگرم (۱۳۴ پوند)
- ۷۳ کیلوگرم (۱۶۱ پوند)
- ۸۹ کیلوگرم (۱۹۶ پوند)
- ۱۰۲ کیلوگرم (۲۲۵ پوند)
- +۱۰۲ کیلوگرم (۲۲۵ پوند)

### رده وزنی زنان
مسابقات جهانی
- ۴۵ کیلوگرم (۹۹٫۲ پوند)
- ۴۹ کیلوگرم (۱۰۸ پوند)
- ۵۵ کیلوگرم (۱۲۱ پوند)
- ۵۹ کیلوگرم (۱۳۰ پوند)
- ۶۴ کیلوگرم (۱۴۱ پوند)
- ۷۱ کیلوگرم (۱۵۷ پوند)
- ۷۶ کیلوگرم (۱۶۸ پوند)
- ۸۱ کیلوگرم (۱۷۹ پوند)
- ۸۷ کیلوگرم (۱۹۲ پوند)
- +۸۷ کیلوگرم (۱۹۲ پوند)

مسابقات المپیک
- ۴۹ کیلوگرم (۱۰۸ پوند)
- ۵۹ کیلوگرم (۱۳۰ پوند)
- ۷۱ کیلوگرم (۱۵۷ پوند)
- ۸۱ کیلوگرم (۱۷۹ پوند)
- +۸۱ کیلوگرم (۱۷۹ پوند)

## وزن صفحات

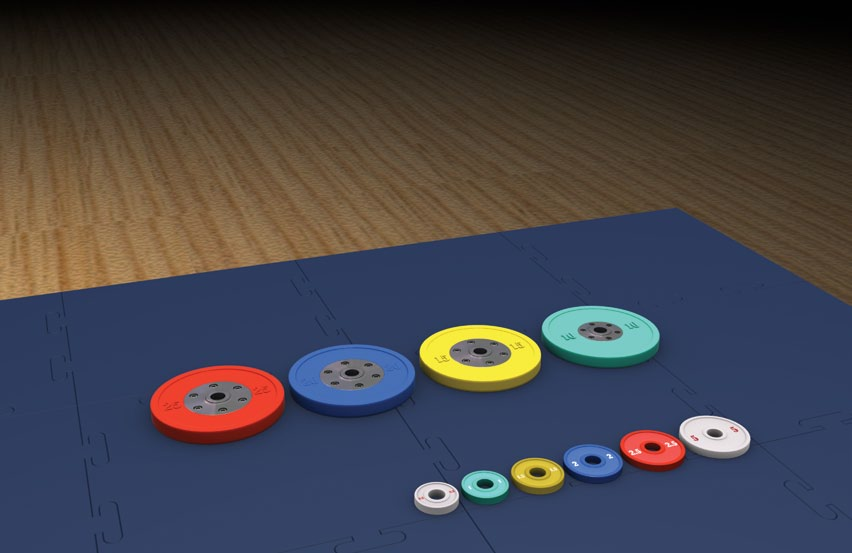
صفحات وزنه‌برداری

| رنگ | وزن (کیلوگرم) | وزن (پوند) |
| --- | ------------- | ---------- |
|     | ۲۵            | ۵۵٫۱۲      |
|     | ۲۰            | ۴۴٫۰۹      |
|     | ۱۵            | ۳۳٫۰۷      |
|     | ۱۰            | ۲۲٫۰۵      |
|     | ۵             | ۱۱٫۰۲      |
|     | ۲٫۵           | ۵٫۵۱       |
|     | ۲             | ۴٫۴۱       |
|     | ۱٫۵           | ۳٫۳۱       |
|     | ۱             | ۲٫۲۰       |
|     | ۰٫۵           | ۱٫۱۰       |

## قوانین وزنه‌برداری

دامنه حرکتی یکضرب

- هر ورزشکار در هر حرکت ۳ نوبت اجازه وزنه زدن دارد.
- زمان برای هر نوبت، ۱ دقیقه می‌باشد. زمان از لحظه‌ای که صفحه گذار از روی تخته خارج می‌شود شروع می‌شود.
- اگر یک ورزشکار بخواهد دو حرکت متوالی انجام دهد برای بار دوم ۲ دقیقه وقت دارد.
- ۳ چراغ سفید یا دو چراغ سفید و یک چراغ قرمز یعنی حرکت صحیح است و ۳ چراغ قرمز یا ۲ چراغ قرمز و یک چراغ سفید یعنی حرکت خطا است.
- اگر هنگام بالا بردن هالتر دست‌های وزنه‌بردار خم شود و دو مرتبه راست شود خطا است.
- وقتی وزنه‌بردار موفق شد هالتر را بالای سر ببرد، باید آن را سر جای خود نگهدارد.
- اگر وزنه‌بردار توانست هالتر را در بالای سر خود ثابت نگهدارد باید یک لحظه کوتاه مکث کند و وقتی داوران اجازه دادند آن را پایین بیاورد، پایین آوردن هالتر بدون فرمان داوران خطاست.
- داور وسط اگر تشخیص دهد حرکت کامل انجام شده، توسط زنگ به ورزشکار اعلام می‌کند تا وزنه را به پایین بیندازد. با صدای زنگ، باید وزنه به‌طور صحیح به زمین انداخته شود.
- وزنه‌بردار اگر هالتر را از تخته بیرون بیندازد خطاست. حتی اگر وزنه را به خوبی مهار کند، ولی اگر هنگام پایین آوردن هالتر را بیرون از تخته بیندازد باز هم خطاست.
- انداختن وزنه از پشت سر به پایین خطا است.[۲]

## برترین‌های وزنه‌برداری
مردانی که سه برابر وزن خود را بالای سر برده‌اند.
| ورزشکار          | وزن بدن (کیلوگرم) | رکورد (کیلوگرم) | تاریخ           | مسابقه                        | مکان          | منبع |
| ---------------- | ----------------- | --------------- | --------------- | ----------------------------- | ------------- | ---- |
| نعیم سلیمان‌اوغلو | ۵۹٫۸۰             | ۱۸۷٫۵           | ۱۰ نوامبر ۱۹۸۶  | قهرمانی جهان                  | صوفیه         |      |
| نعیم سلیمان‌اوغلو | ۵۹٫۷۰             | ۱۹۰             | ۲۰ سپتامبر ۱۹۸۸ | بازی‌های المپیک                | سئول          |      |
| خلیل موتلو       | ۵۶٫۰۰             | ۱۶۸٫۰           | ۲۴ آوریل ۲۰۰۱   | قهرمانی اروپا                 | ترنچین        |      |
| ام یون-چول       | ۵۵٫۷۶             | ۱۶۸             | ۲۹ ژوئیه ۲۰۱۲   | بازی‌های المپیک                | لندن          |      |
| ام یون-چول       | ۵۵٫۷۰             | ۱۶۹             | ۱۵ سپتامبر ۲۰۱۳ | Asian Interclub Championships | پیونگ‌یانگ     |      |
| ام یون-چول       | ۵۵٫۶۹             | ۱۷۰             | ۲۰ سپتامبر ۲۰۱۴ | بازی‌های آسیایی                | اینچئون       |      |
| ام یون-چول       | ۵۵٫۷۱             | ۱۶۸             | ۸ نوامبر ۲۰۱۴   | قهرمانی جهان                  | آلماتی        |      |
| ام یون-چول       | ۵۵٫۷۸             | ۱۷۱             | ۲۱ نوامبر ۲۰۱۵  | قهرمانی جهان                  | هیوستون       |      |
| ام یون-چول       | ۵۵٫۵۷             | ۱۶۹             | ۷ اوت ۲۰۱۶      | بازی‌های المپیک                | ریو دو ژانیرو |      |
| ام یون-چول       | ۵۴٫۹۵             | ۱۶۶             | ۱۸ سپتامبر ۲۰۱۹ | قهرمانی جهان                  | پاتایا        |      |
| لنگ چینگ‌چیان     | ۵۵٫۶۸             | ۱۷۰             | ۷ اوت ۲۰۱۶      | بازی‌های المپیک                | ریو دو ژانیرو |      |

زنانی که دو و نیم برابر وزن خود را بالای سر برده‌اند.
| ورزشکار         | وزن بدن (کیلوگرم) | رکورد (کیلوگرم) | تاریخ          | مسابقه       | مکان    | منبع |
| --------------- | ----------------- | --------------- | -------------- | ------------ | ------- | ---- |
| چن شیشیا        | ۴۷٫۷۰             | ۱۲۰٫۰           | ۱۷ آوریل ۲۰۰۷  | قهرمانی آسیا | شاندونگ |      |
| زولفیا چینشانلو | ۵۲٫۹۵             | ۱۳۴٫۰           | ۱۰ نوامبر ۲۰۱۴ | قهرمانی جهان | آلماتی  |      |

## در ایران
تا سالها به همراه کشتی آزاد وزنه‌برداری مدال آورترین ورزش ایران بود و نخستین کسی که مدال المپیک را برای ایران به‌دست‌آورد، جعفر سلماسی بود که در بازی‌های المپیک ۱۹۴۸ لندن موفق به این کار شد. پس از او محمود نامجو در مسابقات جهانی وزنه‌برداری سال ۱۹۴۹ در لاهه موفق به کسب مدال شد در المپیک ۱۹۵۶ ملبورن نیز محمد نصیری خروس طلایی ایران در خروس وزن قهرمان المپیک شد و تا سال ۲۰۰۰ در المپیک سیدنی اولین و تنها طلایی ایران در وزنه‌برداری المپیک بود. از آن پس این رشته در ایران مورد توجه قرار گرفت و تبدیل به یک ورزش ملی شد. تا کنون چندین بار لقب قوی‌ترین مردان جهان به وزنه برداران ایرانی داده شده‌است.
وزنه‌برداری با ۱۶ مدال پس از کشتی (۳۸ مدال) پرافتخارترین ورزش ایران در بازی‌های المپیک است.
وزنه‌برداری در گذشته فقط در بخش آقایان فعالیت می‌کرد اما از سال ۱۳۹۶ وزنه‌برداری در بخش بانوان نیز فعالیت خود را آغاز کرد و علی اکبر خورشیدی فر علاوه بر فعالیت در کادر آقایان تیم ملی به عنوان مربی تیم به پست مشاوره فنی بانوان وزنه‌بردار تیم ملی ایران نائل شد و در این راستا برای اولین بار در تاریخ ایران پس از ۷۰ سال، اولین تیم وزنه‌برداری بانوان به مسابقات بین‌المللی اعزام شد و سیده الهام حسینی نخستین مدال آور تاریخچه وزنه‌برداری ایران در مسابقات جام نعیم سلیمان اوغلو ترکیه جهت کسب امتیازات سهمیه المپیک توکیو در مسابقات شد.

### پر افتخارترین‌های ایران در مسابقاتقهرمانی وزنه‌برداری جهان
| ورزشکار            | طلا | نقره | برنز | جمع |
| ------------------ | --- | ---- | ---- | --- |
| محمد نصیری         | ۵   | ۱    | ۳    | ۹   |
| حسین رضازاده       | ۴   | ۰    | ۱    | ۵   |
| محمود نامجوی       | ۳   | ۱    | ۲    | ۶   |
| بهداد سلیمی        | ۲   | ۱    | ۱    | ۴   |
| کیانوش رستمی       | ۲   | ۱    | ۰    | ۳   |
| سهراب مرادی        | ۲   | ۰    | ۰    | ۲   |
| علی هاشمی          | ۲   | ۰    | ۰    | ۲   |
| محمدعلی فلاحتی‌نژاد | ۱   | ۰    | ۰    | ۱   |
| شاهین نصیری‌نیا     | ۱   | ۰    | ۰    | ۱   |
| کوروش باقری        | ۱   | ۰    | ۰    | ۱   |
| محمدحسن رهنوردی    | ۰   | ۱    | ۳    | ۴   |
| علی میرزایی        | ۰   | ۱    | ۱    | ۲   |
| علی صفاسنبلی       | ۰   | ۱    | ۱    | ۲   |
| سجاد انوشیروانی    | ۰   | ۱    | ۰    | ۱   |
| بهادر مولایی       | ۰   | ۱    | ۰    | ۱   |
| سعید علی‌حسینی      | ۰   | ۱    | ۰    | ۱   |
| علی میری           | ۰   | ۱    | ۰    | ۱   |
| فیروز پژهان        | ۰   | ۰    | ۳    | ۳   |
| پرویز جلایر        | ۰   | ۰    | ۲    | ۲   |
| نصرالله دهنوی      | ۰   | ۰    | ۲    | ۲   |
| محمدحسین برخواه    | ۰   | ۰    | ۲    | ۲   |
| رسول رئیسی         | ۰   | ۰    | ۱    | ۱   |
| امیرحسن فردوس      | ۰   | ۰    | ۱    | ۱   |
| جلال منصوری        | ۰   | ۰    | ۱    | ۱   |
| هنریک تمرز         | ۰   | ۰    | ۱    | ۱   |
| محمد عامی تهرانی   | ۰   | ۰    | ۱    | ۱   |
| سعید محمدپور       | ۰   | ۰    | ۱    | ۱   |
| سید ایوب موسوی     | ۰   | ۰    | ۱    | ۱   |
| رضا دهدار          | ۰   | ۰    | ۱    | ۱   |
| جمع کل             | ۲۳  | ۱۴   | ۲۷   | ۶۴  |